# Clematis macropetala
Clematis macropetala es una especie de liana de la familia de las ranunculáceas. Es originaria de Asia.

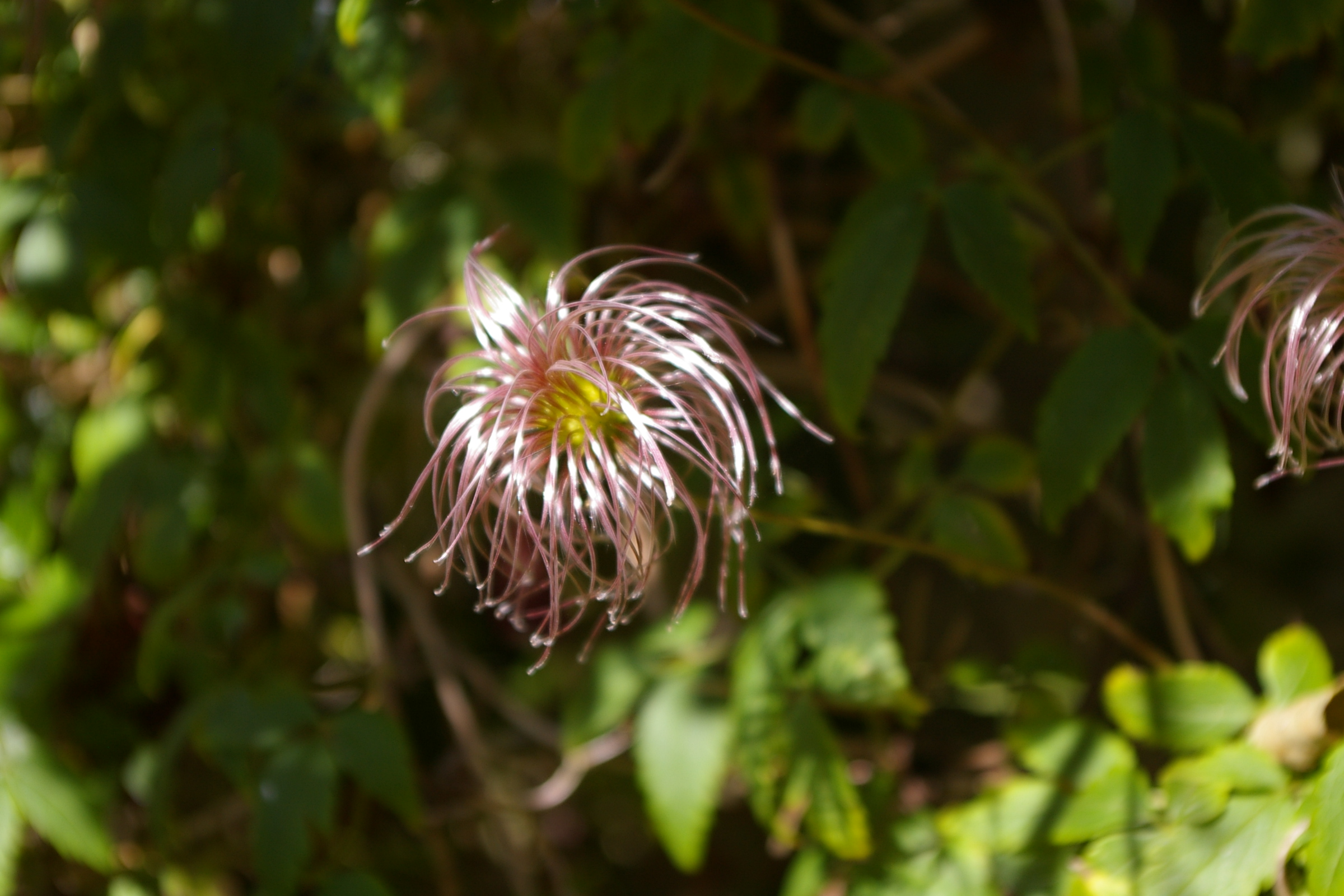
Vista de la planta

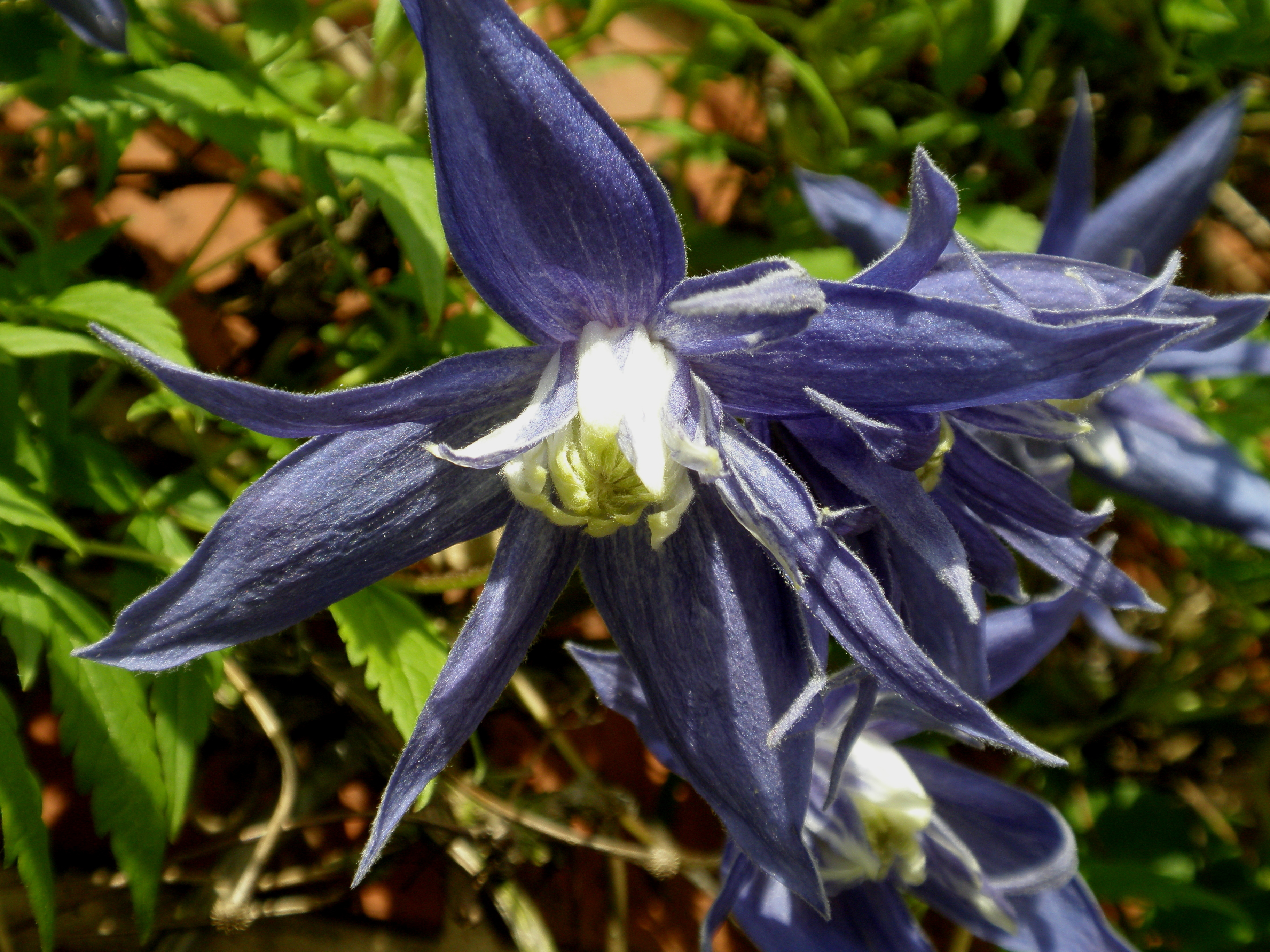
'Lagoon'

## Descripción
Es un bejuco leñoso. Las ramas 4 - 6 angulosas, a veces con 4 ranuras superficiales . Hojas alternas; peciolo de 3 a 5,5 cm, hojas lanceoladas, estrechamente ovadas, u ovadas, de 2-5 × 1 - 4.5 cm, como de papel,  la base ampliamente cuneada a redondeada el margen serrada, ápice acuminado; venas basales abaxialmente casi planas. Flores solitarias, 3 - 6 cm de diámetro. Pedicelo 8 - 13 cm, escasamente pubérulas. Sépalos 4, azul, púrpura o blanco. Los frutos son aquenios obovados, de 4 x 2,5 mm. Fl. julio, fr. agosto.
Bosques;

## Distribución
Se encuentra en los bosques,  a una altitud de 1700 - 2000 m s. n. m., en Gansu, Hebei, Liaoning, Mongolia Interior, Ningxia, Qinghai, Shaanxi, Shanxi en China y en Mongolia, Rusia (Lejano Oriente, Siberia).

## Taxonomía
Clematis macropetala fue descrita por Karl Friedrich von Ledebour y publicado en Icones Plantarum 1: 5, pl. 2. 1829.
Etimología
Clematis: nombre genérico que proviene del griego klɛmətis. (klématis) "planta que trepa".
macropetala: epíteto latino que significa "con pétalos grandes".
Sinonimia
- Atragene macropetala (Ledeb.) Ledeb.
- Clematis alpina subsp. macropetala (Ledeb.) Kuntze
- Clematis alpina var. macropetala (Ledeb.) Maxim.
- Clematis alpina var. rupestris Turcz. ex Kuntze[5]

var. albiflora (Maxim. ex Kuntze) Hand.-Mazz.
- Atragene dianae Serov
- Clematis alpina var. albiflora Maxim. ex Kuntze